# Saigonské smlouvy
Saigonské smlouvy představují dohody mezi Francií a Vietnamem. Na jejich základě bylo potvrzeno další francouzské pronikání do Vietnamu.

## 1. saigonská smlouva
Během vlády vietnamského krále Tu-duca v letech 1848-1883 byli v zemi pronásledováni křesťanští misionáři, což byla záminka pro Francii, která se začala vojensky vměšovat na jejich obranu. Francouzi obsadili Da-nang v roce 1858 a následně i Saigon.
V roce 1862 (5. června) byl nucen král Tu-duc podepsat tzv. první saigonskou smlouvu, ve které se zavázal přenechat Francii tři jihovietnamské provincie Kočinčíny, dále zaručil nedotknutelnost misionářů v zemi a výplatu kompenzace. 

## 2. saigonská smlouva
Další francouzská aktivita na území Vietnamu proběhla až po prusko-francouzské válce. Roku 1873 provedli Francouzi další expedici ve Vietnamu a v roce 1874 (15. března) byl král Tu-duc okolnostmi donucen signovat tzv. druhou saigonskou smlouvu, známou též jako Philastrova smlouva, podle francouzského diplomata Paula Philastreho. Jejím obsahem bylo podřízení vietnamské zahraniční politiky Francii a uznání záboru Kočinčíny. Francie navíc získala právo exteritoriality a svobodné plavby po Rudé řece.
V roce 1882 první civilní guvernér Kočinčíny Le Myre de Vilers považoval 2. saigonskou smlouvu za nenaplněnou, což následně vedlo k okupaci Hanoje (27. dubna 1882).